# Iranada atrior
Iranada atrior är en fjärilsart som beskrevs av Edward P. Wiltshire 1977. Iranada atrior ingår i släktet Iranada och familjen nattflyn. Inga underarter finns listade i Catalogue of Life.